# Giambattista Dal Piaz
Giambattista Dal Piaz (Feltre, 3 settembre 1904 – Padova, 28 ottobre 1995) è stato un geologo italiano.

## Biografia
Primo figlio di Giorgio Dal Piaz e di Francesca Pontil, si laureò nel 1927 in scienze naturali all'università di Padova. Insegnò geologia prima all'università di Torino, poi, dal 1942, all'università di Padova, dove tenne anche corsi di paleontologia, petrografia, geografia fisica e geologia applicata.
Fu socio dell'Accademia Nazionale dei Lincei, dell'Accademia delle scienze di Torino, dell'Accademia nazionale delle scienze, dell'Istituto veneto di scienze, lettere ed arti, dell'Istituto lombardo di scienze e lettere, dell'Accademia roveretana degli Agiati. Fu membro del comitato che, dal 1960 al 1970 riprese e completò la carta geologica d'Italia alla scala 1:100.000. Diresse dal 1947 al 1968 la sezione geologica del centro studi del CNR presso l'università di Padova e, dal 1942 fino alla morte, il periodico Memorie di scienze geologiche.
Il figlio, Giorgio Vittorio Dal Piaz, ne ha raccolto l'eredità di geologo.

## Campi di ricerca
Svolse le sue ricerche in geologia attraverso indagini nelle Alpi Occidentali, nelle Alpi Retiche meridionali e nel Trentino-Alto Adige. Si dedicò anche alla zoologia, con ricerche sui roditori e sui chirotteri, e alla paleontologia dei vertebrati. Come direttore dell'istituto di geologia dell'università di Padova, arricchì il locale museo di geologia e paleontologia con piante e animali fossili provenienti dagli scavi di Bolca e dalla Sicilia, tra cui elefanti, un ippopotamo e un ghiro gigante.

## Onorificenze
Il 14 giugno 1975, gli fu conferita la medaglia d'oro dei benemeriti della scuola, della cultura e dell'arte. Il 5 gennaio 1980, su proposta della presidenza del Consiglio dei ministri, fu nominato grande ufficiale ordine al merito della Repubblica italiana.

## Opere principali
- I mammiferi fossili e viventi delle tre Venezie, Trento, 1927-1929;
- Nuovo genere e nuove specie di Artiodattili dell'Oligocene veneto, "Rendiconti della Reale Accademia Nazionale dei Lincei", ser. 6, vol. 12., 1930;
- Studi geologici sull'Alto Adige orientale e regioni limitrofe, Padova, Soc. Coop. Tipografica, 1933;
- Atlante geologico-petrografico dell'Adamello meridionale, Padova, Soc. Coop. Tipografica, 1937;
- La genesi delle Alpi, Venezia, C. Ferrari, 1945;
- Stratigrafia e geologia storica, Padova, CEDAM, 1957.